# Safra Basteh
Safra Basteh (persa: صفرابسته) és una població en el districte rural de Kiashahr, districte de Kiashahr, comtat d'Astaneh-ye Ashrafiyeh, província de Gilan, Iran. En el cens de 2006, la seva població era de 1.258 habitants, repartits en 338 famílies.